# Estação Ferroviária de Nadalatando
Nadalatando, antigamente chamada Vila Salazar, é uma interface ferroviária no Caminho de Ferro de Luanda que serve a cidade de Nadalatando, na província de Cuanza Norte, em Angola.

## Serviços
A interface é servida por comboios de longo curso no trajeto Musseques–Malanje.